# ヒュンダイ・ポニー
ヒュンダイ・ポニー（韓国語: 현대 포니）は、大韓民国の自動車企業である現代自動車が1975年から1985年（ポニー2は1982年から1990年）まで生産した乗用車。国産化率90%で、韓国初の固有モデルである。

## 概要
フォード・モーターと提携して、コーティナをノックダウン生産していた現代自動車が、独自の国産車として生産した車種である。
現代は小型車の開発にあたりフォードとの間に折り合いがつかず、結局独自の車を開発することとなった。プロジェクトは1973年に始まる。現代財閥の信用力を基に莫大な資本を投下し、国外企業からの技術移転、技術者の招聘により、ほぼ完全な国産化設備、製造技術、技術人材を手に入れた。イタリア人デザイナーのジウジアーロ（イタルデザイン）がデザインを担当。メカニズムは日本の三菱自動車の物をベースとしており、エンジンは三菱のサターンエンジン、プラットフォームも同じく三菱のランサー（初代モデル）を基にしている。周辺部品は三菱のランサーを解体、模倣設計している。1978年には三菱重工業と技術導入契約の下、自動車専用工作機械の製造を開始し、競争力を高めた。
後発で1970年頃に倒産危機にあった同社を一躍、国内トップ自動車メーカーまで押し上げた。1970年代の韓国自動車業界の国産化率は、輸入部品の組み立てで30%台にとどまっていたが、これを90％まで引き上げた。
構造的にはフロントエンジンの後輪駆動でフロントがマクファーソン・ストラット、リアがリーフ・リジッドのサスペンションを持つオーソドックスなものである。ボディはファストバック型の4ドアセダンを基本に、ステーションワゴン、ピックアップトラック、3ドアハッチバッククーペ、5ドアハッチバック（ポニー2のみ）を揃えた。

## 歴史

### ポニー（1975年 - 1985年）
1974年10月、トリノモーターショー（イタリア）にてセダンとクーペを発表。
市販に移されたのはセダンのみで、クーペはショーモデルにとどまった。1975年12月に蔚山工場が竣工、生産を開始し、1976年2月に最初の出荷がされた。
当初は、1.2 Lエンジンの4ドアセダン1種でスタートした。ファストバックスタイルだが、トランクルームが独立したセダンである。その後、1977年に1.4 Lエンジンを加えたほか、ボディスタイルではピックアップトラック（1976年5月）、5ドアステーションワゴン（1977年4月）、3ドアハッチバッククーペ（1980年3月）が追加されている。
発売された最初の1年間に10,726台を売り、国内乗用車市場の43.5 %を占めて一番人気の車となる。以降も後継のポニー2が販売される1981年まで40%以上を占め続けた。1976年7月には韓国国産乗用車として初めてエクアドルに5台が輸出されている。
1982年、フェイスリフト版のポニー2が登場したが、既存のポニーも並行して継続生産された。
1985年12月、生産終了。29万3,936台（内需:22万6,549台、輸出:6万7,387台）が生産された。

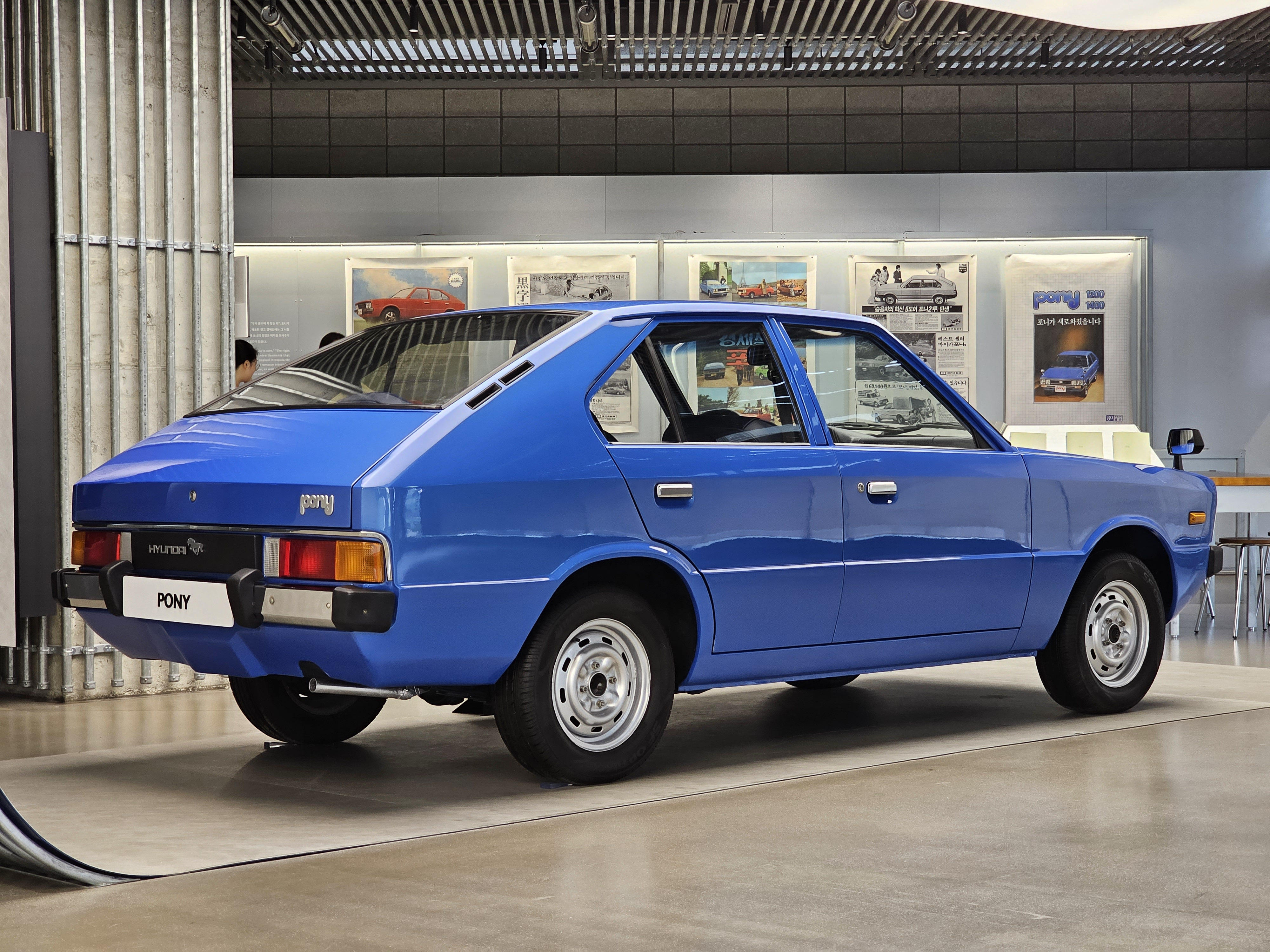
4ドアセダン リア
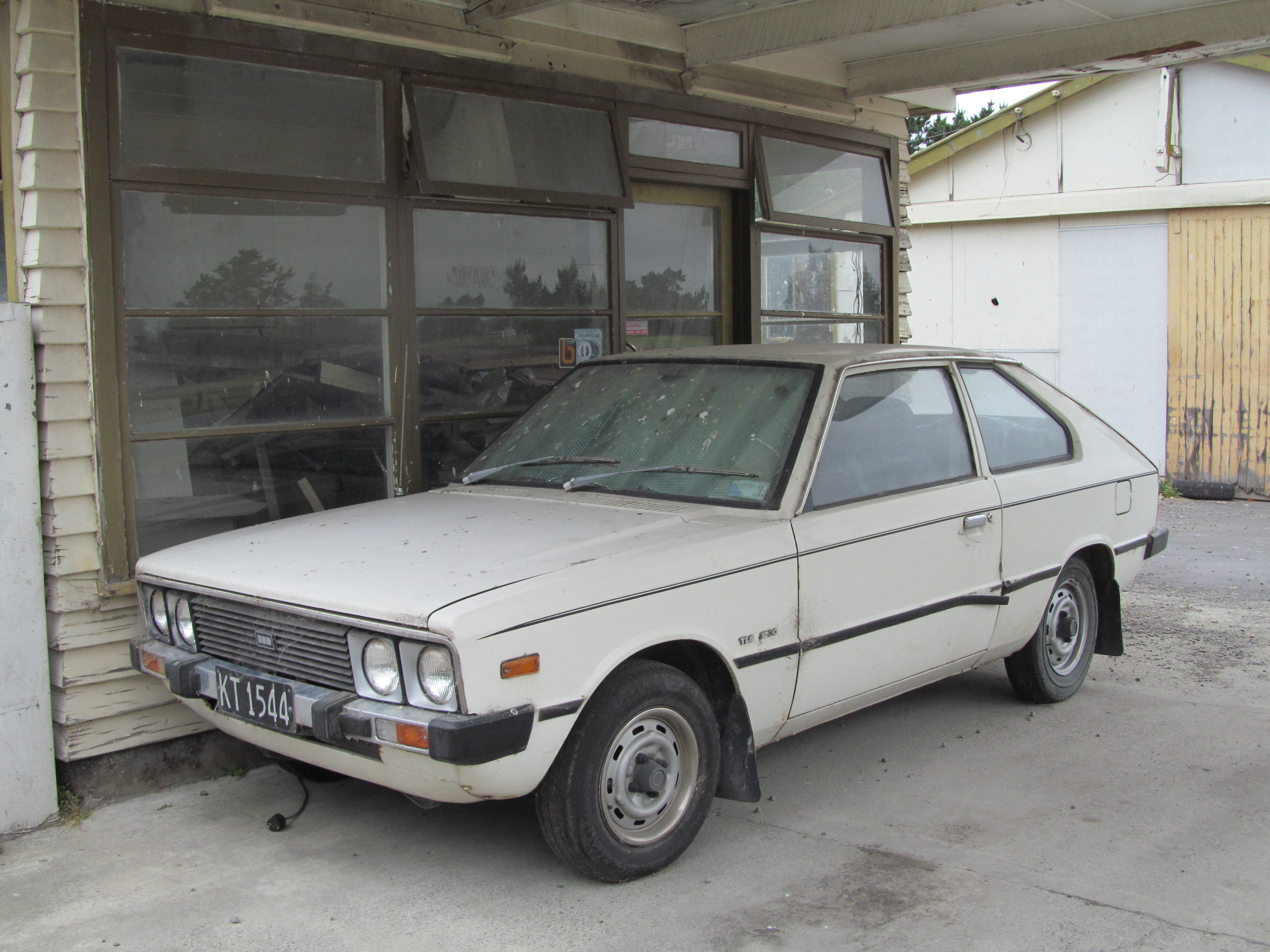
3ドアハッチバッククーペ
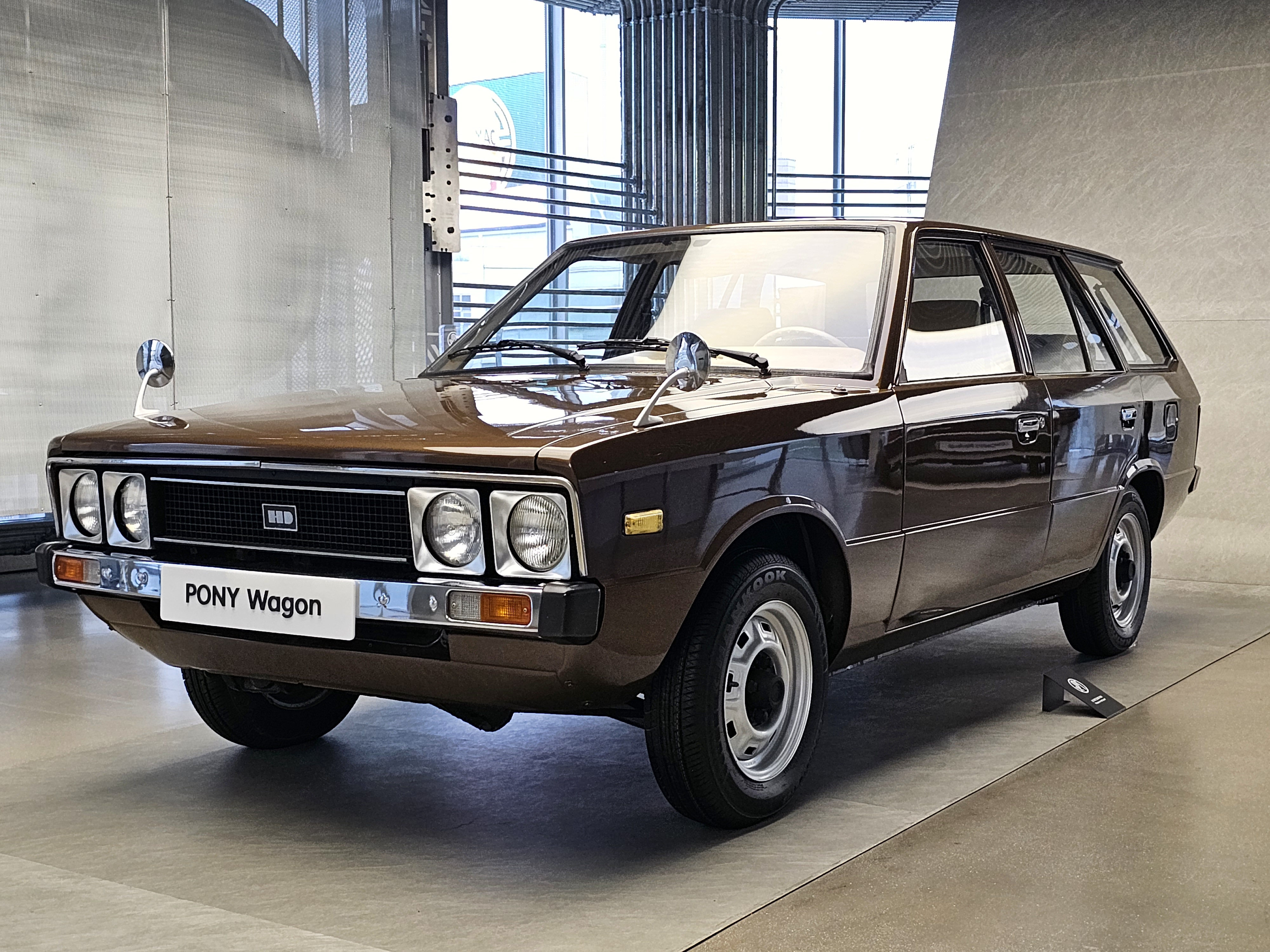
5ドアステーションワゴン
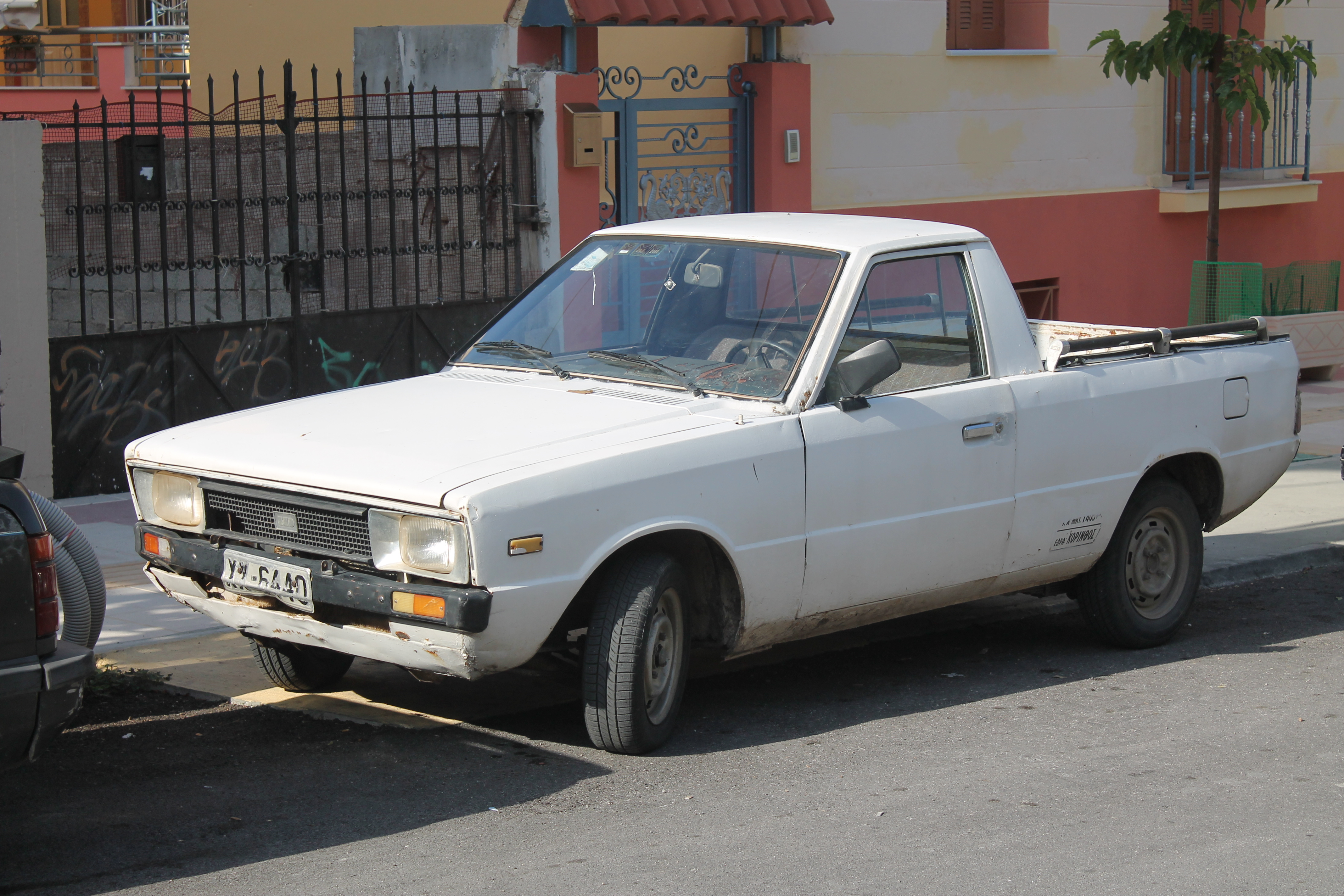
2ドアピックアップ

### ポニー2（1982年 - 1990年）

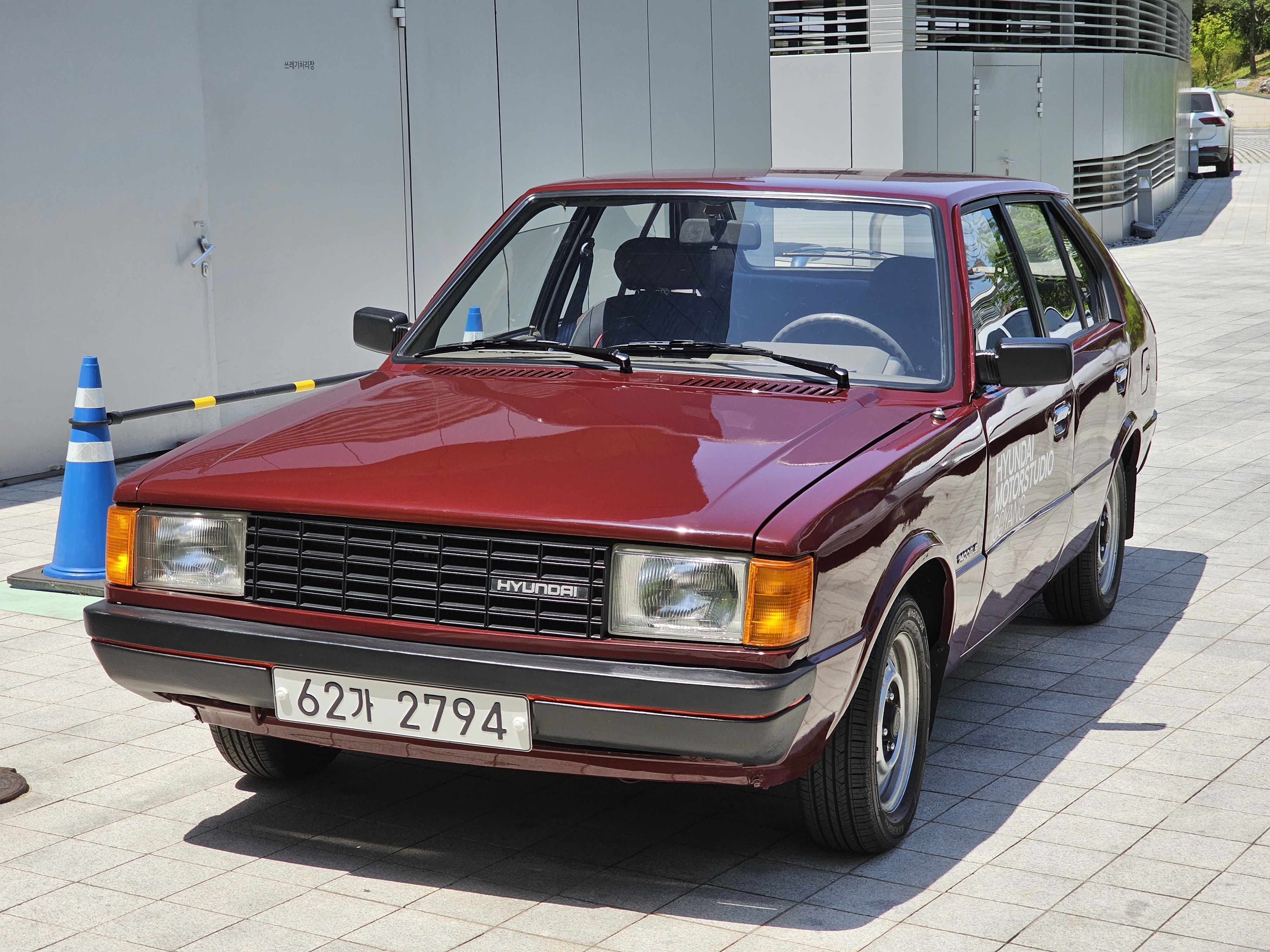
ポニー2

1982年、フェイスリフト版のポニー2が登場した。ボディは5ドアハッチバックとピックアップトラックの2種であった。4ドアセダンから5ドアハッチバックに改められるなど内外装に比較的大がかりに手が入れられた。一方、ワゴンと3ドアクーペは設定されなかった。
1983年からカナダへの輸出が始まり、1984年には2万5,123台を販売している。現代自動車初の北米進出であったが、アメリカ合衆国では排出ガス規制をクリアできず、販売されなかった。
1985年、後継となるポニーエクセルが登場したが、ポニー2は1990年まで生産が続けられた。1982年1月から1990年1月までに35万9,007台（国内:20万7,221台、輸出:15万1,786台）が生産された。

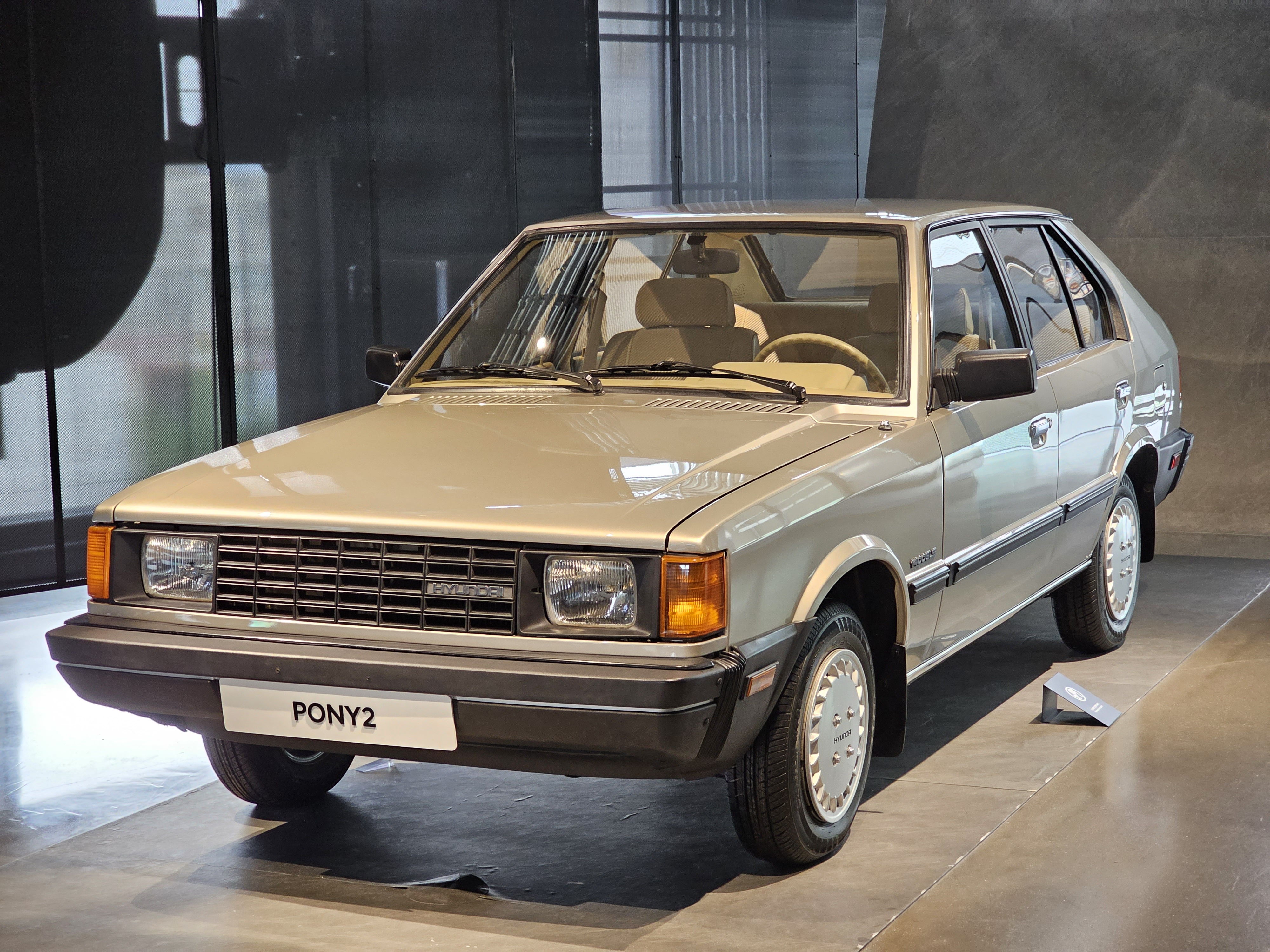
カナダ仕様 フロント
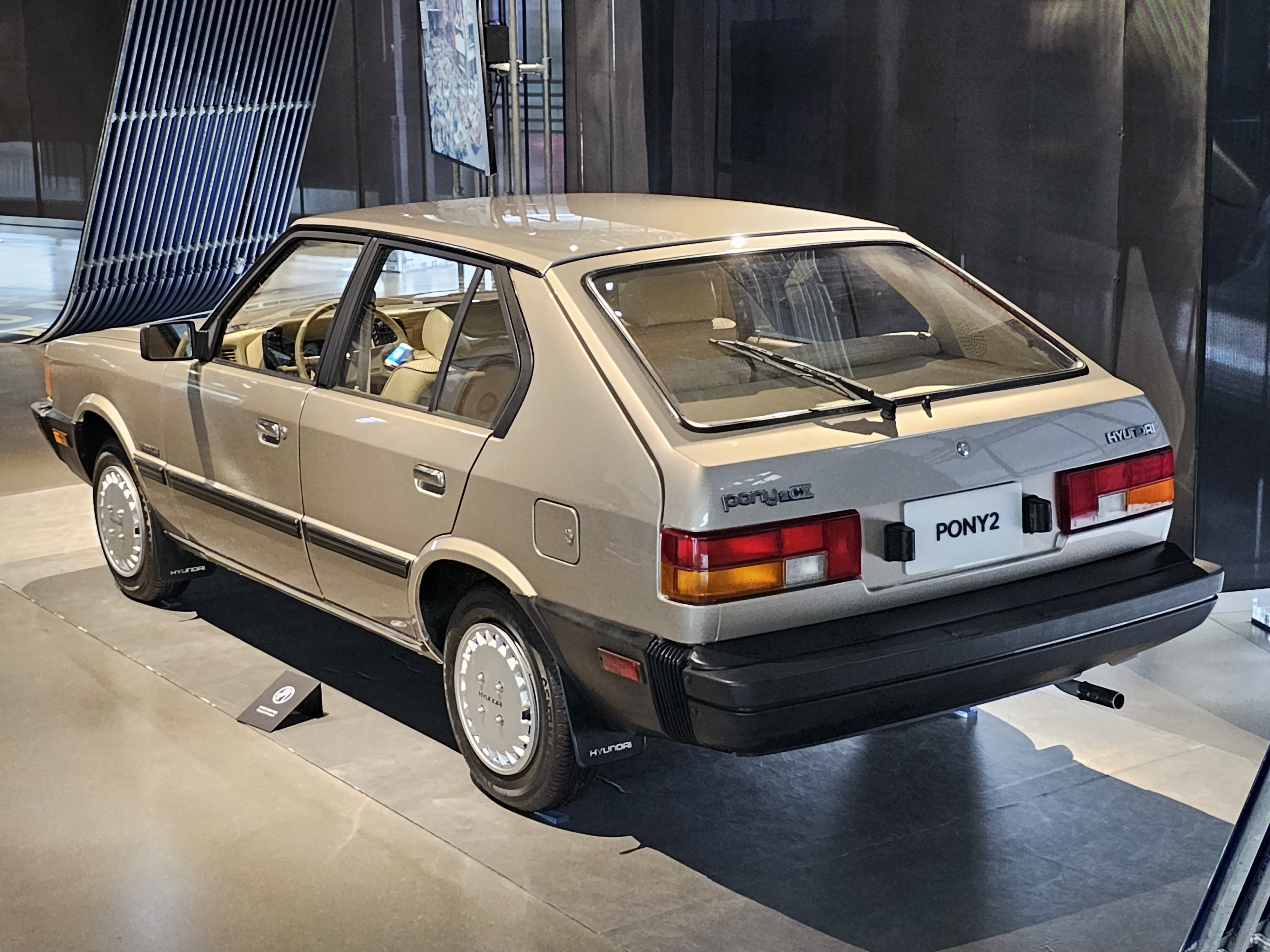
カナダ仕様 リア
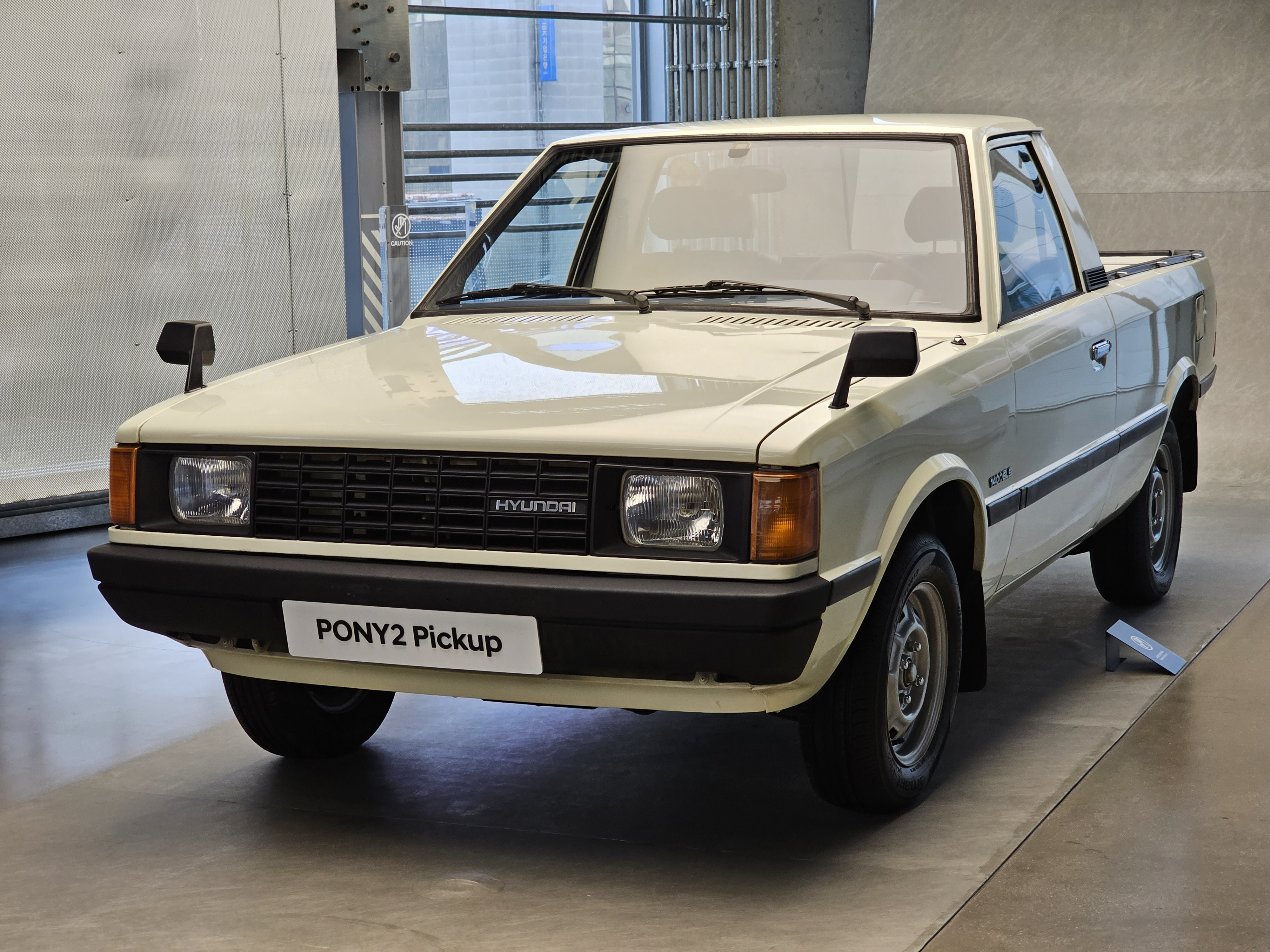
ポニー2 ピックアップ
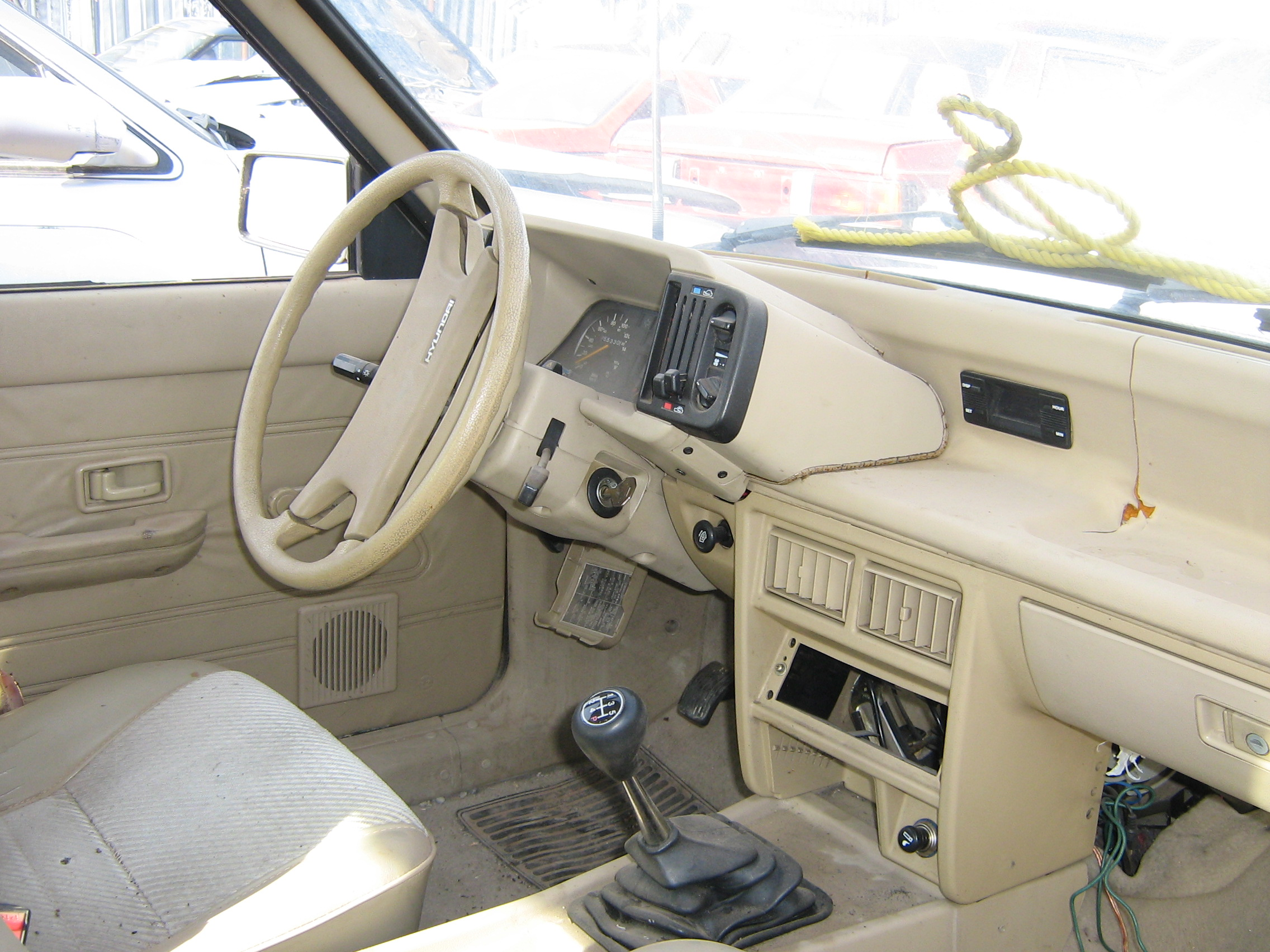
インテリア

### その他のモデル（1985年 - ）
一部の輸出市場では、後継のエクセルおよびアクセントが、「ポニー」の名称で販売された。

## ポニークーペコンセプト

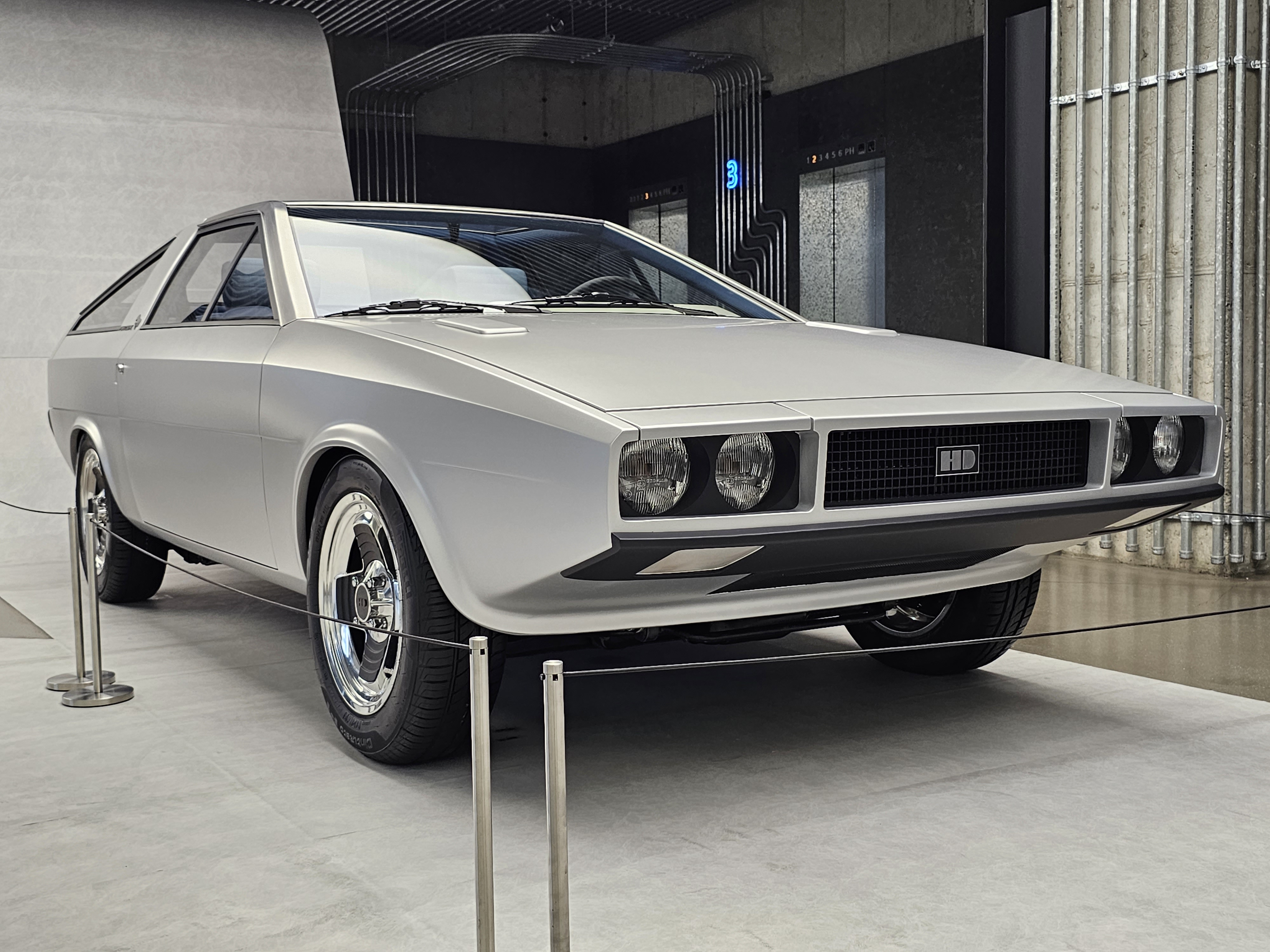
ポニークーペコンセプト（2023年復刻版）

1974年に発表された3ドアハッチバッククーペとは異なる2ドアクーペ。1981年に市販化予定だったが世界的な不況により市販化を断念した。
2022年にはこの車両をオマージュしたN Vision 74というコンセプトカーを発表し、また翌2023年にはジョルジェット・ジウジアーロが再びリデザインした復刻版ポニークーペコンセプトを製作する等、近年再びヒョンデのアイコンとして扱われることが増えている。

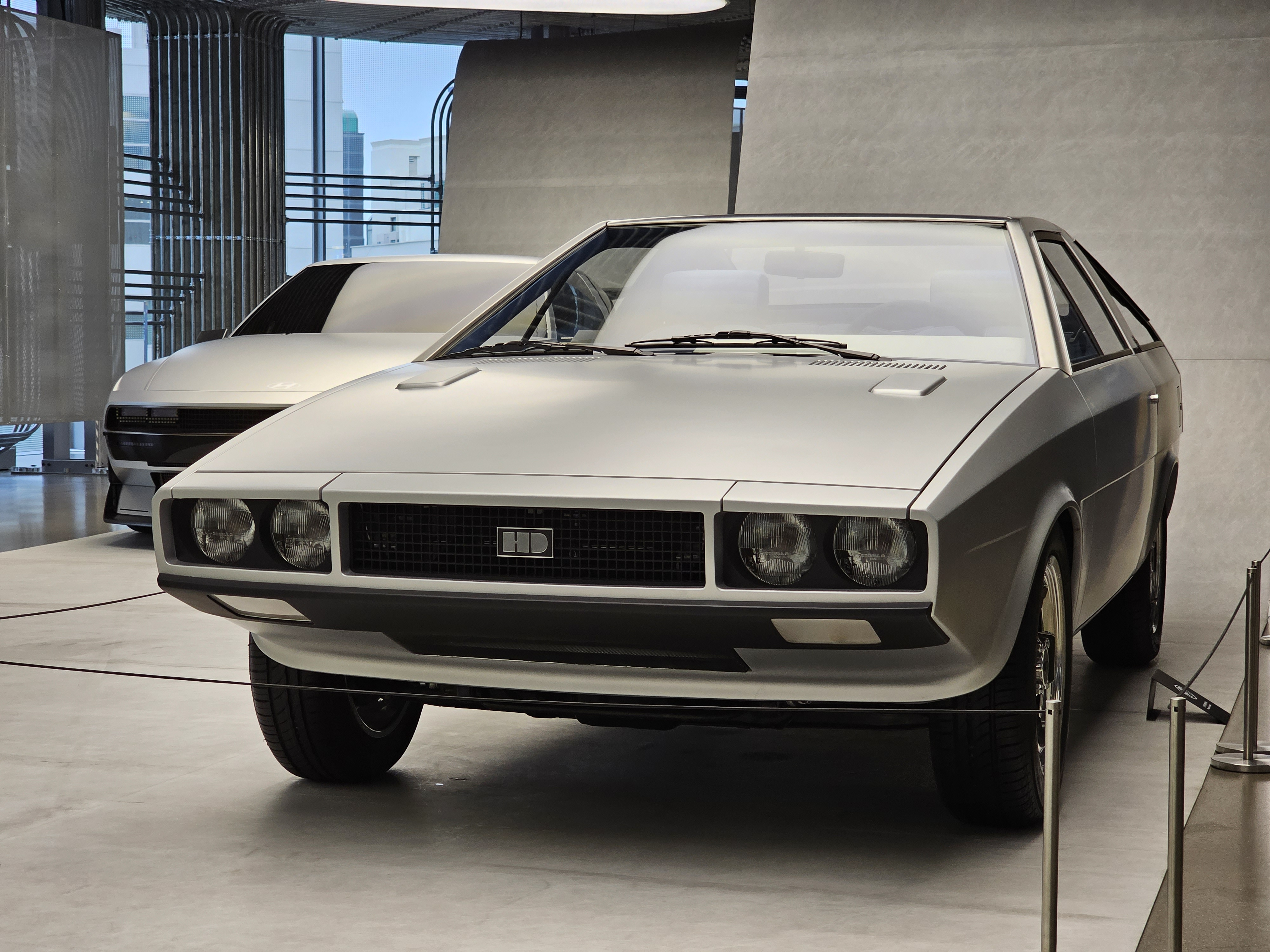
2023年復刻版 フロント
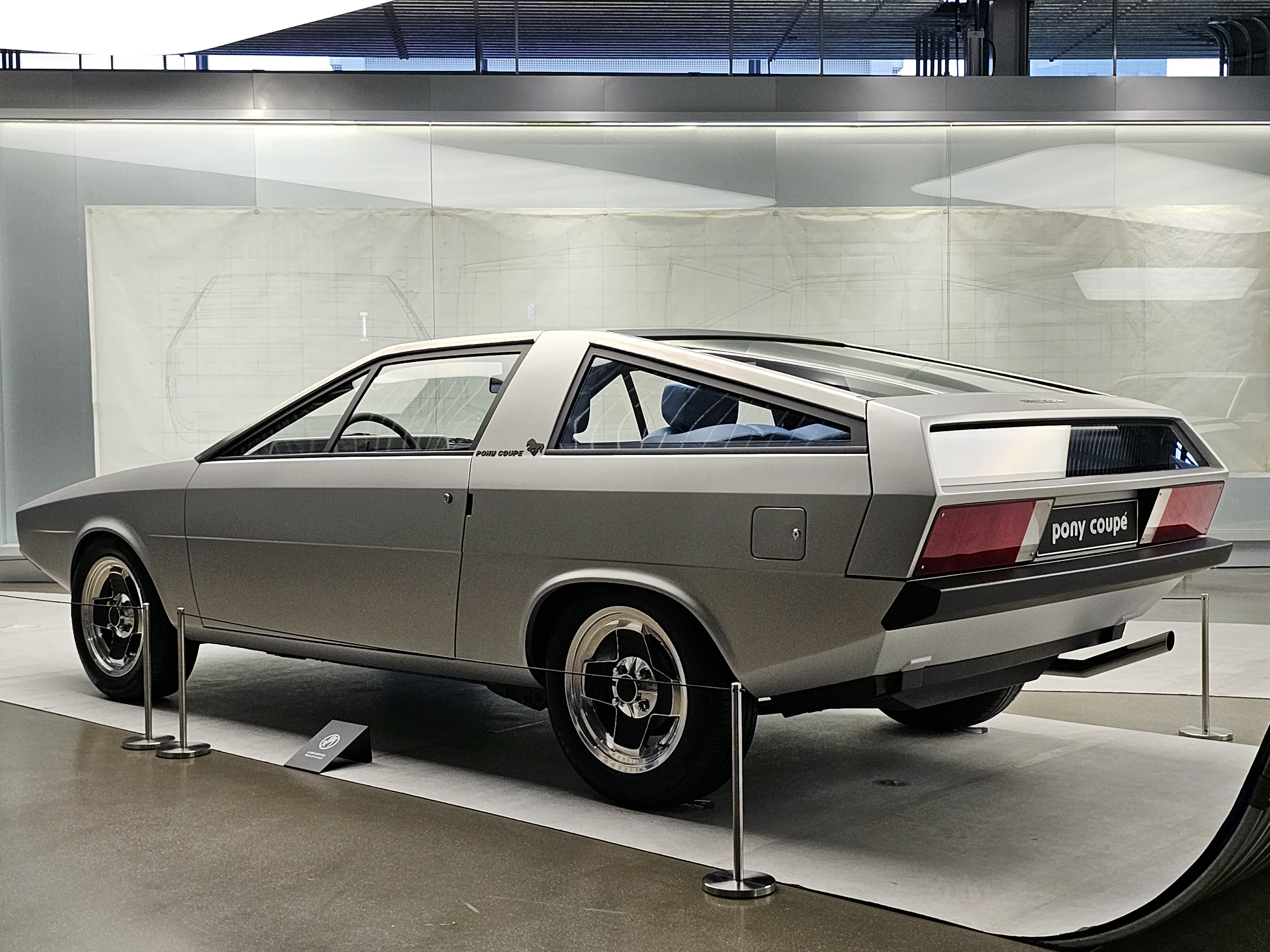
2023年復刻版 リア
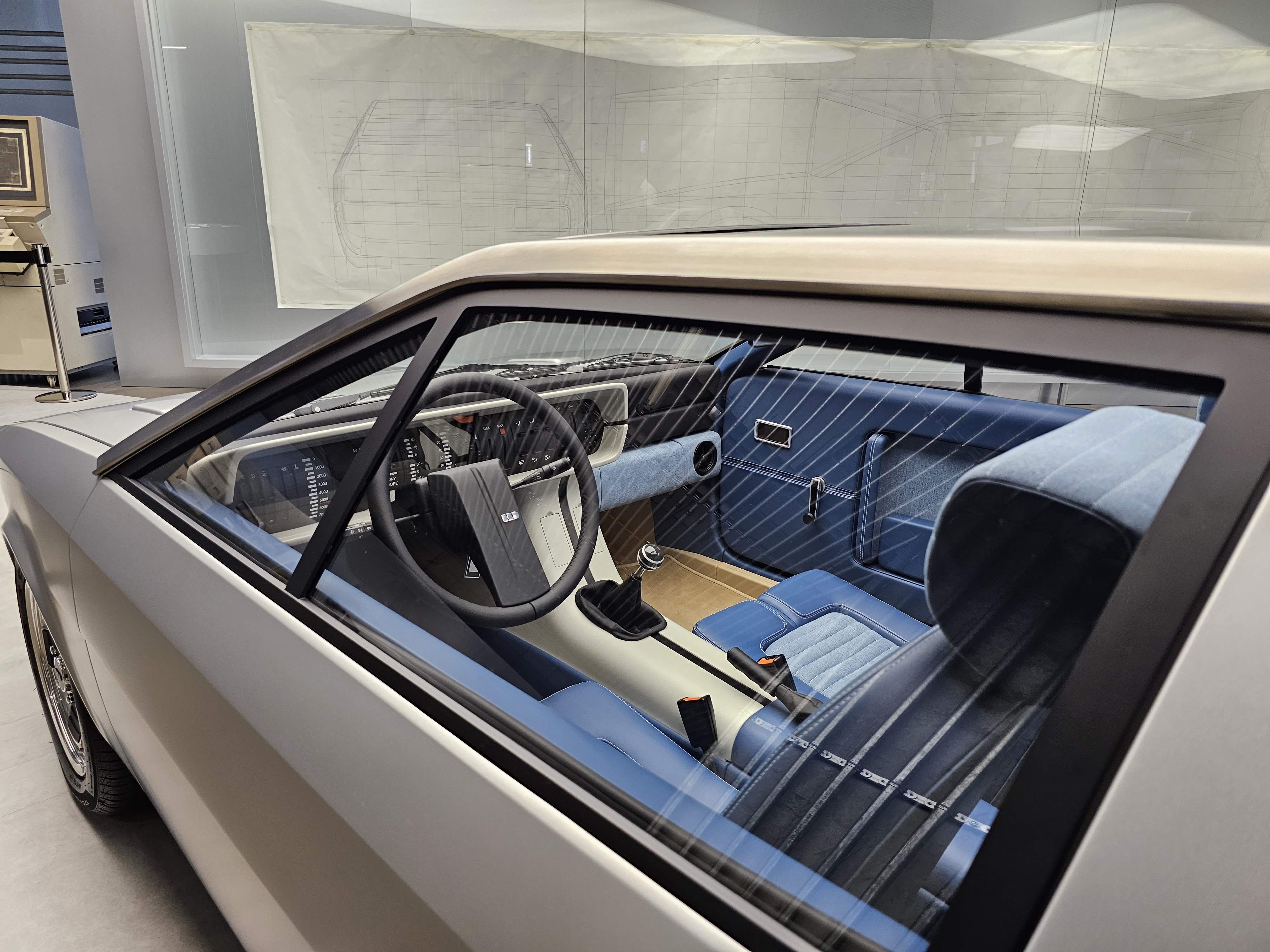
2023年復刻版内装
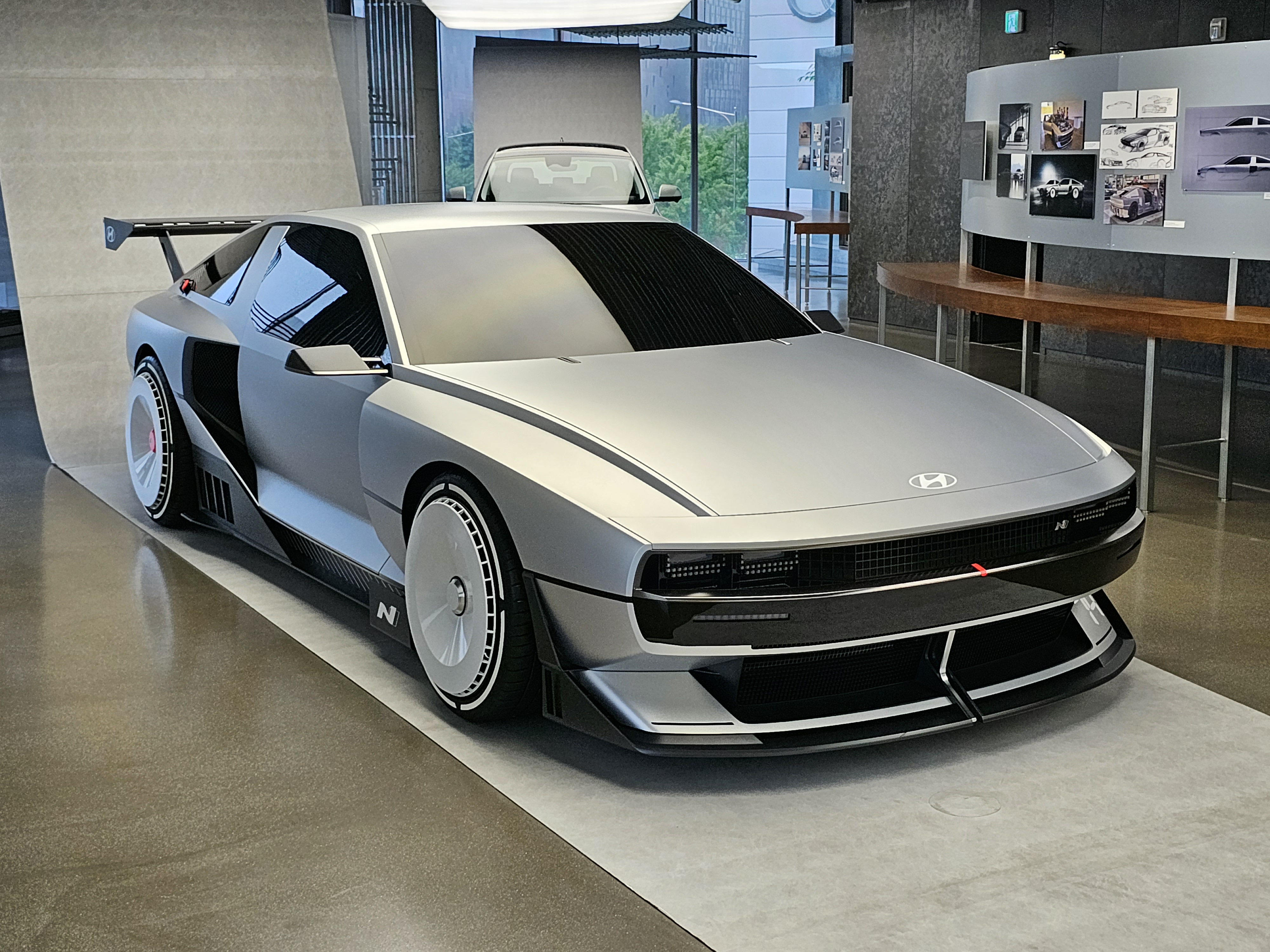
N Vision 74